# Daniel Martí i Varela
Daniel Martí i Varela, conegut futbolísticament com a Dani Martí (Mataró, 12 d'octubre de 1982) és un futbolista català que juga de migcampista.

## Trajectòria
Abans de debutar com a amateur, Dani Martí va passar per les categories inferiors del CE Mataró, arribant a jugar un any al juvenil del Real Murcia CF.
L'any 2001 Dani Martí va fitxar per la UE Cerdanyola de Mataró, on va disputar una temporada a Primera Catalana. L'any següent va jugar al primer equip del CE Mataró, debutant a Segona B. Posteriorment Dani Martí fitxaria pel CF Badalona, on es va estar dues temporades i mitja, aconseguint l'ascens a Segona B. La manca d'oportunitats van provocar la seva cessió al Palamós CF de Tercera Divisió. La temporada 2006-2007 Dani Martí va militar al Girona FC, amb el qual va aconseguir l'ascens a Segona B.
L'estiu de 2007 Dani Martí va aterrar a la UE Sant Andreu, on s'estaria quatre anys a les ordres de Natxo González i en va ser el capità a partir del segon. En la primera temporada l'equip va aconseguir l'ascens a Segona B, el tercer ascens de la carrera d'en Dani, que va marcar 9 gols aquella temporada. L'any següent el Sant Andreu va disputar la promoció d'ascens a Segona A, perdent contra l'AD Alcorcón; Dani va marcar 4 gols aquella temporada. Però sens dubte, el més destacat d'aquella temporada va ser la Copa Catalunya que va aconseguir el conjunt quadribarrat, superant el RCD Espanyol en la final disputada a Sant Carles de la Ràpita (2-1) amb el segon gol marcat per Dani Martí, que com a capità, rebria el trofeu de mans del president de la FCF.
La temporada 2009-10 Dani Martí va marcar 3 gols i el Sant Andreu es va proclamar campió de Segona B, deixant escapar l'ascens a Segona A en dues ocasions, contra la SD Ponferradina primer i contra el FC Barcelona B a la repesca. L'última temporada de Dani Martí al Sant Andreu va ser més discreta, ja que va ser titular en només 17 partits i va marcar un gol; l'equip acabaria en setena posició.
L'estiu de 2011 la UE Sant Andreu va patir una important disminució del seu pressupost i no es va poder renovar a Dani Martí, que va provar sort al grup 1 de Segona B, fitxant per la UB Conquense.